# ورزشگاه ایتایپاوا آرنا پرنامبوکو
ورزشگاه ایتایپاوا آرنا پرنامبوکو (به پرتغالی: Itaipava Arena Pernambuco) ورزشگاهی در شهر ریسیف در کشور برزیل است.
این ورزشگاه که در سال ۲۰۱۳ افتتاح شده است، ۴۴٬۲۴۸ نفر ظرفیت دارد.